# 制約条件の理論
制約条件の理論（せいやくじょうけんのりろん、英：Theory of Constraints）もしくは制約理論（せいやくりろん）とは、イスラエルの物理学者であるエリヤフ・ゴールドラットが開発したマネジメント理論である。
因果性を組織の問題に適用し、理論と同じレベルの再現性のある科学を、社会科学の領域に持ち込んでいる点が特徴。1984年に米国で出版され、世界的なベストセラーとなった著書『ザ・ゴール』で当時の知識体系が公開された。
2001年の『ザ・ゴール』の日本語版では「制約条件の理論」と訳されていたが、国内で普及を推進している組織のほとんどが「制約理論」と表記している。原語（Theory of Constraints：直訳すれば「制約の理論」）に「条件（Condition）」という単語がなく、日本語訳としては「制約理論」の方が本来の意味に沿っている。理論を示す用語としてはアクロニムの「TOC」の方が通じやすい。

## 歴史
ゴールドラットは、物理学の研究で得た知見を使って生産スケジューリングの方法を編み出し、それを「OPT」と名付けたソフトウェアに実装した。OPTの基本的な原理を世に広めるために執筆したのが『ザ・ゴール』である。同書は、経営危機に陥った工場を主人公がTOCを駆使して再建する様が描かれたビジネス小説。世界的なベストセラーとなり、TOCはSCM（サプライチェーン・マネジメント）の理論的な基礎になったともいわれている。大野耐一の勧めでゴールドラットはTOCを理論化したという。
ゴールドラットはその後もTOCの研究・開発を続け、新たな知見を下記の書籍の中で公開している。下記のカッコ内は、日本語版のタイトルである。
- 『The Haystack Syndrome』（『ゴールドラット博士のコストに縛られるな！』)

1990年出版。「スループット会計」を活用した「TOC意思決定プロセス」について。
- 『It's Not Luck』（『ザ・ゴール2』）

1994年出版。マーケティングや経営全般の問題解決にも適用できる「思考プロセス」について。
- 『Critical Chain』（『クリティカルチェーン』）

1997年出版。現在のTOCの知識体系に含まれるプロジェクト・マネジメント法について。
- 『Isn't It Obvious?』（『ザ・クリスタルボール』）

2009年出版。小売業者が在庫を大幅に減らしながら売り上げを伸ばすための知見を公開している。
ゴールドラットは長年『ザ・ゴール』の和訳を禁じていた。日本語版が出版されたのは、原書の出版から17年後の2001年である。日本を愛してやまなかった2001年のインタビューで「10年前、もし、日本の企業経営者たちが私の理論を学んだとしたら、日本の貿易黒字は2倍に拡大するだろうと予測しました。そうなれば欧米経済のみならず、日本経済も大打撃を被ることになる。そんな懸念があって、許可しなかったのです」と彼は語っている。
TOCが広く知られるきっかけとなった『ザ・ゴール』が工場の改革をテーマにしていたため、この理論を生産の領域の改革に貢献する理論だと考えている向きも多い。生産、サプライチェーン、ロジスティックス、会計、営業、プロジェクト、研究開発、IT、流通、保守、行政、教育、ヘルスケアなどの分野に適用され、実績がある。
例えば、ゴールドラットが2003年に母国イスラエルで創業したゴールドラットグループでは、イノベーションを創出するプロセスである「TOC for Innovation」、組織をダメにする「7つの誘惑（The Seductive 7）」の発見とその解消方法、病院経営を改善するヘルスケアアプローチ ――といった知見が開発されている。ゴールドラットはTOCをパブリックドメインにしている。

## 概要
TOCの基盤となる考え方は「つながり」と「ばらつき」のある組織やシステムでは、仕事の流れを滞らせる制約の改善に集中すれば全体最適化が実現できるというものである。より正確に記述すれば、「システムにつながりとばらつきがある」という前提があれば「制約に集中する」ことで、必ず「全体に成果をもたらす」ことが可能になるということを示した科学的な理論だ。ゴールドラットは、自身が編み出した知見を「手法」や「方式」ではなく、「理論」だと位置付けている。
『ザ・ゴール』が出版された当初は、制約に対して「ボトルネック」という用語を使っていた。しかし、生産以外の分野への適用が始まると、ボトルネックという言葉が誤解を生じかねないため、「制約」という言葉に置き換えたという。
部署間を左から右へと仕事が流れてくる組織をモデル化したシステムを例にとろう。このシステムでは、個々の部署が1日に処理できる能力には、それぞれ20、15、10、12、16とばらつきがある。この例では、制約となっている部署の10以上にアウトプットが出ることは不可能である。この部署の改善だけに集中すれば、組織全体のアウトプットが向上することは明らかだろう。
システムの例：Input >> 20 > 15 > 10 > 12 > 16 >> Output

## 継続的改善プロセス
制約の改善を継続するために、TOCでは「5つの集中ステップ（The Five Focusing Steps）」を提唱している。以下は『ザ・ゴール』で記述されている「5つの集中ステップ」である。
1. ボトルネックを見つける。
2. ボトルネックをどう活用するか決める
3. 他のすべてをステップ2の決定に従わせる
4. ボトルネックの能力を高める
5. ステップ4でボトルネックが解消したら、ステップ1に戻る

このステップで重要な点は、制約以外の改善には取り組まないことだ。ゴールドラットは『The Haystack Syndrome』の中で、制約と非制約の区別を欠いた意思決定が、組織全体に大きなダメージを与えることを説明している。ゴールドラットは「TOCの真髄を一言で言うなら、集中である。しかしその意味は、辞書に書かれている意味とはいささか異なる。やらないことを決めることこそがTOCでいう集中である」とも語っている。
ちなみに『ザ・ゴール』の原書の副題が、本節のタイトルにもなっている「A Process of Ongoing Improvement（継続的改善プロセス）」である。

## TOC 思考プロセス
思考プロセスはプロジェクトの開始と実施の各ステップ間を管理者がくぐりぬけるのを助ける一群のツールである。思考ツールの論理的フローでの使用は、説得のプロセス：
1. 問題について同意を得る
2. 解法の方向について同意を得る
3. その解法が問題を解決できることについて同意を得る
4. いかなる潜在的否定的波及効果も克服することに同意する
5. 実施する際のいかなる障害も克服することに同意する

を進める助けになる。
TOCの実践者は、抵抗層としてはたらくマイナス面を変えるために、これらを参照する。
思考プロセスは、ゴールドラットその他によって成文化されている
現状構造ツリー (Current Reality Tree ＝ CRT, 多くの組織で使われている現状マップに類似)
好ましくない結果 undesirable effects (UDE, ギャップ要素としても知られる)のあいだの因果関係のネットワークを評価して、好ましくない結果のほとんどの根本原因(複数可)を突きとめるのを助ける。
蒸発する雲 (Evaporating cloud 対立解消図 conflict resolution diagram または CRD)
好ましくない状況の原因をいつも持続させている対立を解消する。
中核対立の雲 (Core Conflict Cloud ＝ CCC)
いくつかのUDEをもとにした、対立の雲の組み合わせ。好ましくない結果を作り出しているより深い対立を探すこと。
未来構造ツリー (Future Reality Tree ＝ FRT, 将来マップに類似)
CRTのなかで明らかになった原因の解消のために、また、CRDのなかの対立を解決するために、いくつかの行動(インジェクション)がいったん(かならずしも詳細でなくても)選ばれるとき、FRTがシステムの将来の状態を提示する。FRTはその変化のありうる否定的な結果(ネガティブブランチ)を識別することを助ける。FRTは変化が実施される前にその変化を熟成させることを助ける。
ネガティブブランチ (Negative Branch Reservations ＝ NBR)
任意の行動(インジェクション、または生焼けのアイディア)についての潜在的な否定的影響を識別する。NBRのゴールは、行動と否定的影響の因果の経路を理解し、その否定的効果を追い出せるようにすることである。
ポジティブ強化ループ (Positive Reinforcement Loop ＝ PRL)
好ましい結果 desired effect (DE) がFRT中にあり、ツリーの最初のほう(低いほう)にある中間物 intermediate objective (IO) を増幅すること。中間物が強化されているあいだ、それはこのDEに肯定的に影響する。PRLが見つかる場合、FRTは長持ちする。
前提条件ツリー (Prerequisite Tree ＝ PRT)
選ばれた行動を遂行し、プロセス中に発生するだろう障害を克服するのに必要なすべての中間物の状態。
移行ツリー (Transition Tree ＝ TT)
変化(PRTで概要が示されていてもいなくても)を実施する計画を完遂するために指導的となる行動の詳細を記述する。
戦略と戦術 (Strategy & Tactics ＝ S&T)
成功する実施およびPOOGI(Process of Ongoing Improvement 継続的改善プロセス)によって進行中のループをもたらす全体的なプロジェクトの計画および測定基準。
何人かの観察者は、これらのプロセスは基本的にはPDCA"Plan-Do-Check-Act"(checkがただ見ることであるのに対してstudyが積極的な取り組みを育むことから、現在ではPDSA "Plan-Do-Study-Act"とされることも多い)や"Survey-Assess-Decide-Implement-Evaluate"のような、他のいくつかの管理の変化モデルと大きく違ってはいないと書いている。しかしこの方法はより明確で直接的である。これについてはWilliam Dettmer 「Goldratt's Theory of Constraints - A Systems Approach to Continuous Improvement」ISBN 0-87389-370-0 (日本語訳は H.ウイリアム デトマー『ゴールドラット博士の論理思考プロセス―TOCで最強の会社を創り出せ!』内山 春幸 訳、中井 洋子 訳 ISBN 4-4960-4098-0) に詳しい。

## スループット会計
スループット会計は制約条件の理論にリンクされた特定の会計方法論のことである。スループット会計は、ある人が吟味する製品と操作の変化のインパクトをビジネスのスループットにおけるインパクトとして語ることを示唆する。これは原価会計に代わるものである。

## アプリケーション特有の TOC ソリューション

### 操業
製造作業と操業管理においては、ソリューションが探すのは、システムの中に引き込むことよりも、システムから物を引き出すことである。
- ドラム-バッファ-ロープ(Drum-Buffer-Rope)

"同期生産"(SM)の基本的な原理は出口がひとつしかない講堂の例で説明できる。もし人々が講堂から出るように指示されるとき、人々がドアを通り抜けるペースは、講堂の中の人数によらず同じである。戸口の様子は、人々が出て行ける割合(人数／時間)を決定する。工場が一定数の製品を一定の期間に製造する限界値は与えられた期間に戸口から出て行ける人数に例えられる。工程中の原材料は講堂のなかの人数のようである。
手にすることができる商品の現実が工場生産と単純には相関しないということは最も基本的で重要なSMの基盤のひとつである。
参考として、DBRが要約されている"The Goal"の第37章を参照されたい。

#### プラント型
TOCの語彙には、プラントに4つの第一次タイプがある。原材料の流れをページの一番下から上に向かって引けば、4つのタイプを得る。その4つはシステムを流れる原材料の一般的な流れを指定する。それらは典型的な問題をどこで探せばよいかのヒントを提供する。4つのタイプは、より大きい設備の中では多くの方法で組み合わせることができる。
I-プラント
原材料は、組み立てラインのような、ある順列のなかを流れる。第一次的な作業はひとつの直線的な事象の系列のなかでなされる。この場合の制約は、いちばん遅い操作である。
A-プラント
一般的な原材料の流れは、多くの副組み立てラインが最終組み立てラインに集約する場合のような、"多から一へ"である。A-プラントにおける第一次的な問題は、集約の同期化である。各供給は最終組み立て地点に適切な時間に行われなければならない。
V-プラント
一般的な原材料の流れは、ひとつの原材料から複数の製品を作るプラントの場合のような、"一から多へ"である。古典的な例は食肉加工プラントや鉄鋼製造業者である。V-プラントにおける第一次的な問題は、"横取り"、すなわちひとつの操作(A)が分散地点で他の(B)から原材料を"盗む"ことである。いちどAを通してそれが起こると、戻ってBから流れるようにするのは再作業なしには不可能である。
T-プラント
一般的な流れはI(または複数のライン)で、それから複数の組み立てラインに分岐するものである。ほとんどの製造部分は複数の組み立てラインを使い、ほとんどすべての組み立てラインが複数の部分を使う。カスタム化された装置、たとえばコンピュータは、適当な例である。T-プラントはA-プラントの同期問題(組み立てラインが部品を全部は使えない)とV-プラントの窃盗問題(組み立てラインは別のもので使われたかもしれない部品を横取りする)の両方に苦しむ。

### サプライチェーン / ロジスティックス
サプライチェーンのためのソリューションは、予測モデルよりも補充モデルに引っ越すことである。
- TOC-分散(TOC-distribution)
- TOC-VMI (ベンダー管理商品 vendor managed inventory)

### 財務および会計
意思決定のためにスループット会計を T、 OE、 および I とともに使う。

### プロジェクト管理
- クリティカルチェーン・プロジェクトマネジメント(CCPM)。あらゆるプロジェクトはA-プラントと見ることができるという認識に基づく：すべての操作は最終的に出荷できる一点に集約されなくてはならない。アクティビティの同時性はCCPMが取り組むべき共通の問題である。

### マーケティングと販売
もともと製造とロジスティックスに焦点をあてていたため、TOCは販売管理については遅れて拡張された。最初のデータは販売システムは大きく制約されていることを示した。TOCは企業のスループット=販売結果を増やすという重要な機会を提示する。
- 販売のためのソリューション

## 技術に関して必要十分な6つの質問
1. その技術の実際の力は何か？
2. それがなくせるのはどの制限か？
3. その制限を引きずらせたのはどの古いルールか？
4. いま使うべき新しいルールは何か？
5. ルールの変更に照らして、技術に要求されるのはどんな変更か？
6. 変化(新しいwin/winビジネスモデル)をもたらす方法は何か？

## 開発と実践
TOCはエリヤフ・ゴールドラットによって創始され、緩やかに結合された世界中の実践家のコミュニティにより活発に開発されているところである。TOCはときに"制約管理"("Constraint Management")として参照される。

## TOCの統括団体と認定資格
TOCは創始以来世界中の実践家により発展を続けていたが、その広まりとともに「独自の解釈」やTOCの本旨とはかけ離れた手法が見られるようになった。そこでエリヤフ・ゴールドラットの発案により、2001年11月、世界中のTOCを支持する実務家・コンサルタント・研究者を統轄する団体が設立された。
これがTOCICO(Theory of Constraints International Certification Organization)である。
TOCICOは、TOCの実務家・コンサルタント・研究者がそれぞれ持つTOCについての知識、経験がそれに相応しいものかどうかを、世界基準から認定するための非営利団体である。TOCICOは、6つの分野においてそれぞれ3つの資格を設定する。資格取得においては、試験およびケーススタディの提出が求められる。
分野
- Fundamentals
- Supply Chain Logistics
- Finance and Measures
- Project Management
- Thinking Process
- Business Strategy

資格
- Certified Practitioner
- Certified Implementer
- Certified Academic

### 日本人で認定されているPractitioner
カッコ内は認定分野
- 村上 悟 (Supply Chain Logistics, Finance and Measures, Thinking Process, Project Management, Implementer)
- 石田 忠由 (Supply Chain Logistics, Thinking Process, Fundamentals)
- 佐々木 俊雄 (Fundamentals, Thinking Process)
- 内山 春幸 (Supply Chain Logistics, Thinking Process, Fundamentals)
- 関 昌弘 (Fundamentals, Thinking Process)

### 思考プロセスにおけるJonah資格
Thinking Process（思考プロセス）においては、主に認定プラクティショナーが実施する教育プログラムで専門家として認められた場合、TOCICO理事長ならびにThinking Process分野の認定メンバーの署名による証明書が発行される。一般的にこの資格は『ザ・ゴール ― 企業の究極の目的とは何か http://store.ponparemall.com/bookfan/goods/bk-4478420408/?dscv=pcPFTOP010101itemPickup 』に登場するアレックス・ロゴの恩師の名から採られた「Jonah」と呼ばれる。
Jonah資格はTOCICO「自体」が認定する資格ではない。認定はTOCICO認定プラクティショナーが独自に行い、TOCICOは認定プラクティショナーの申請に基づき、それを追認・登録するという形になる。したがって表記上は「TOCICO Jonah」もしくは「TOCICO登録Jonah」といった表記になる。
TOCICOに登録されたJonahの人数はTOCICOからは公表されていないが、日本国内で約200名、全世界で約2000名程度となっている。